# Ajrawata

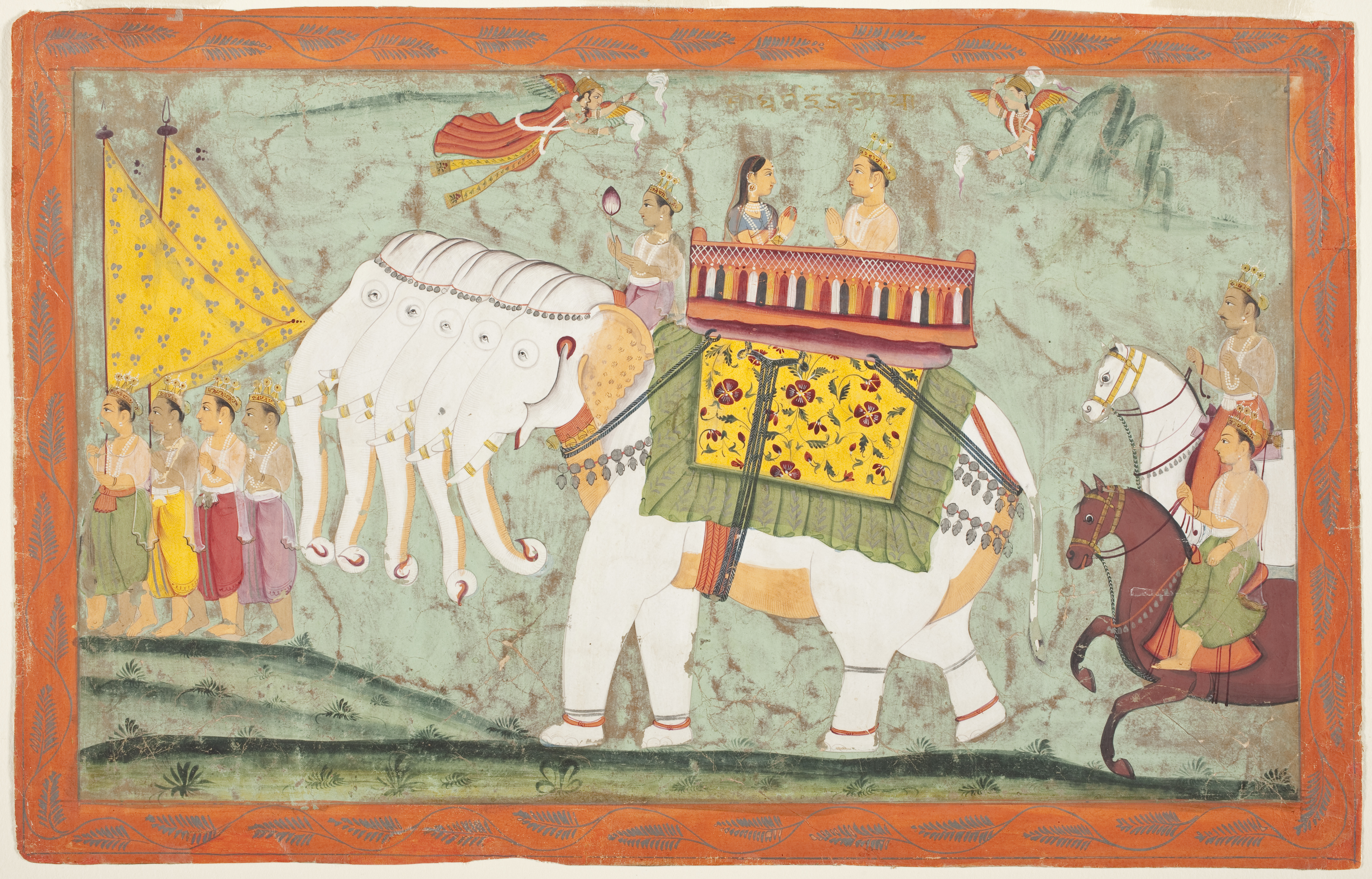
Indra i Saći jadący na pięciogłowym słoniu

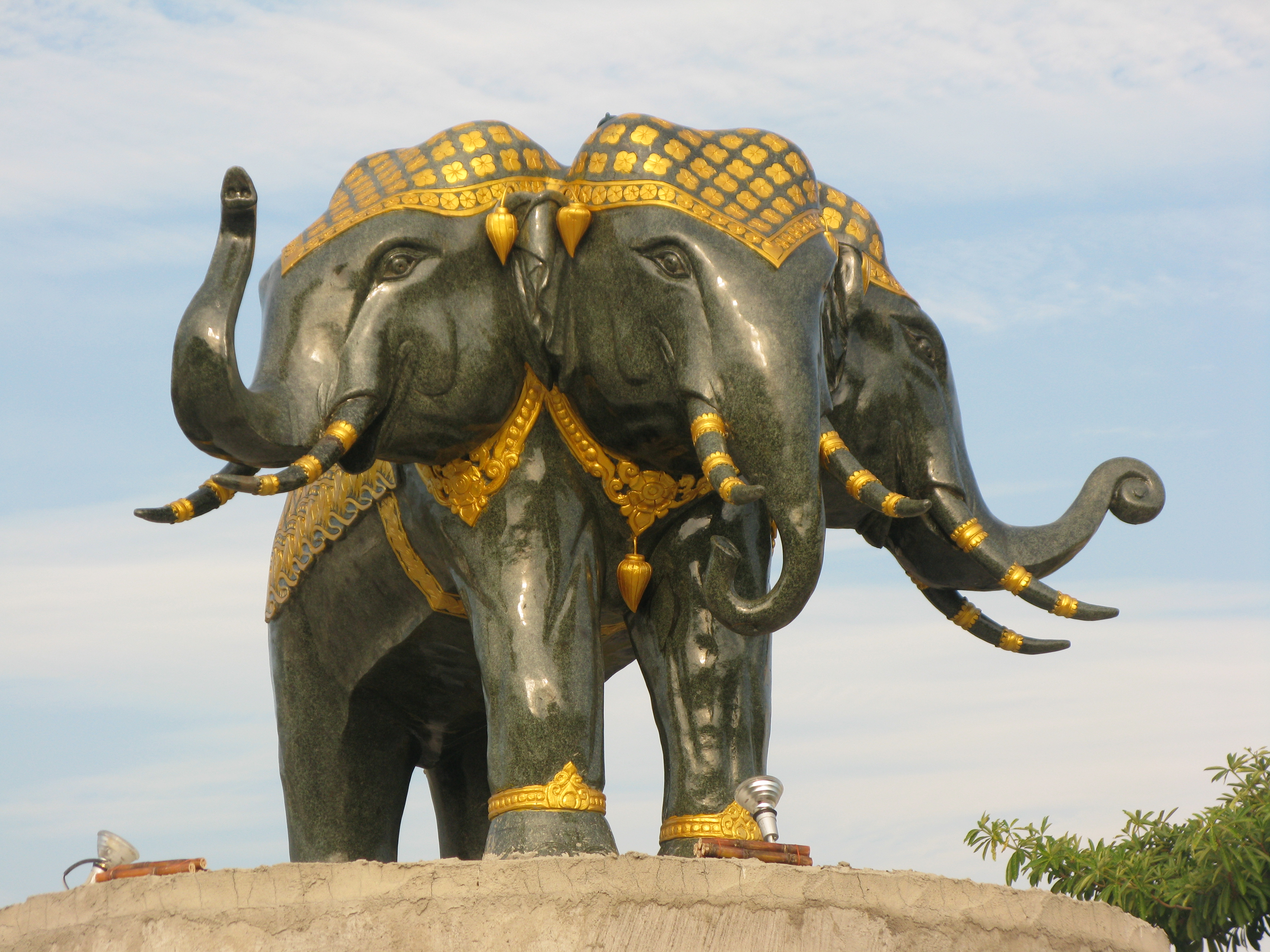
Statua Erawana w Chiang Mai w Tajlandii

Flaga Laosu (1952-1975)

Ajrawata (sanskryt: ऐरावत, trl. Airāvata, ang. Airavata) – w mitologii indyjskiej biały trójgłowy słoń, wierzchowiec (wahana) boga Indry, który zrodził się podczas „ubijania oceanu mleka”. Niekiedy przedstawiany z większą liczbą głów. Jeden z dziesięciu słoni – strażników wszechświata (dig-gadźa).
Motyw ikonograficzny popularny również w sztuce krajów Azji Południowo-Wschodniej. W Tajlandii nazywany Erawan.